# Balosave (Knić)
Pour les articles homonymes, voir Balosave.
Balosave (en serbe cyrillique : Балосаве) est un village de Serbie situé dans la municipalité de Knić, district de Šumadija. Au recensement de 2011, il comptait 375 habitants.

## Démographie
| 1948 | 1953 | 1961 | 1971 | 1981 | 1991 | 2002 | 2011 |
| ---- | ---- | ---- | ---- | ---- | ---- | ---- | ---- |
| 742  | 732  | 695  | 585  | 576  | 477  | 440  | 375  |

|  |